# Vaniškovce
Vaniškovce jsou obec na Slovensku v okrese Bardejov. Žije zde 355 obyvatel, první písemná zmínka pochází z roku 1345. Nachází se zde římskokatolický kostel svatého Imricha z roku 1909.